# Classe ATC A01
La classe ATC A01, dénommée « Préparations stomatologiques », est un sous-groupe thérapeutique de la classification anatomique, thérapeutique et chimique, développée par l'OMS pour classer les médicaments et autres produits médicaux. La classe ATC vétérinaire correspondante dans la classification ATCvet est QA01. Le sous-groupe présenté ici est celui établi par l'OMS, et peut donc différer des versions dérivées utilisées dans certains pays. Il fait partie du groupe anatomique A de la classification, intitulé « Système digestif et métabolisme ».

## A01A Préparations utilisées en stomatologie

### A01AA Agents prophylactiques descaries
A01AA01 Fluorure de sodium
A01AA02 Monofluorophosphate de sodium
A01AA03 Olaflur
A01AA04 Fluorure stanneux
A01AA30 Associations
A01AA51 Fluorure de sodium, associations

### A01AB Anti-infectieux et antiseptiques pour un traitement local oral
A01AB02 Peroxyde d'hydrogène (eau oxygénée)
A01AB03 Chlorhexidine
A01AB04 Amphotéricine B
A01AB05 Polynoxylin
A01AB06 Domiphen
A01AB07 Oxyquinoline
A01AB08 Néomycine
A01AB09 Miconazole
A01AB10 Natamycine
A01AB11 Divers
A01AB12 Hexétidine
A01AB13 Tétracycline
A01AB14 Chlorure de benzoxonium 
A01AB15 Iodure de tibezonium
A01AB16 Mépartricine
A01AB17 Métronidazole
A01AB18 Clotrimazole
A01AB19 Perborate de sodium (borax)
A01AB21 Chlortétracycline
A01AB22 Doxycycline
A01AB23 Minocycline

### A01ACCorticostéroïdespour un traitement local oral
A01AC01 Triamcinolone
A01AC02 Dexaméthasone
A01AC03 Hydrocortisone
A01AC54 Prednisolone, associations

### A01AD Autres agents pour un traitement local oral
A01AD01 Épinéphrine (adrénaline)
A01AD02 Benzydamine
A01AD05 Acide acétylsalicylique
A01AD06 Adrénalone
A01AD07 Amlexanox
A01AD08 Bécaplermine
A01AD11 Divers